# Roseldorf (Gemeinde Großmugl)
Roseldorf ist ein Dorf im westlichen Weinviertel  in Niederösterreich wie auch Ortschaft und Katastralgemeinde der Gemeinde Großmugl im Bezirk Korneuburg.

## Geographie

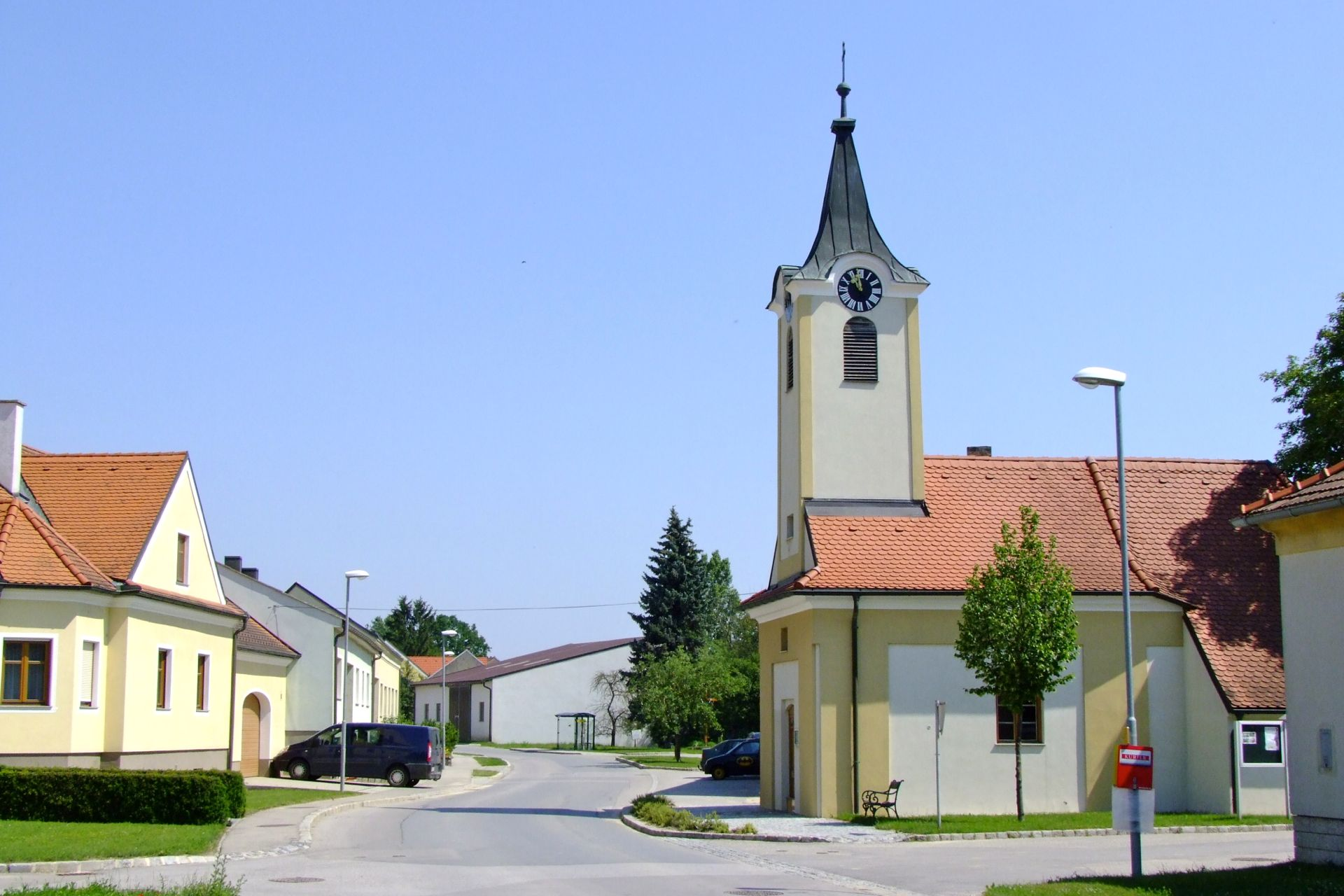
Ortskern Roseldorf

Der Ort befindet sich etwa 32 Kilometer nordwestlich vom Stadtzentrum von Wien, und 15 km südöstlich von Hollabrunn.
Er liegt 2 km südlich von Großmugl auf um die 205 m ü. A. Höhe, im Hügelland des südlichen Weinviertel am Mugler Bach.
Die Ortschaft umfasst knapp 60 Gebäude mit etwa 140 Einwohnern. Die Gesamtfläche der Katastralgemeinde beträgt 762 Hektar.
Der Ort erstreckt sich als Gassengruppendorf an der heutigen Landesstraße L 25, am Abschnitt Donau Straße B 3 zwischen Korneuburg und Spillern über Unterrohrbach – Wiesen – Leitzersdorf – Roseldorf – Großmugl zur Mistelbacher Straße B 40 in Enzersdorf im Thale.
Nachbarorte, -ortschaften und -katastralgemeinden
| Ringendorf               | Großmugl                                    | Ottendorf ∗                        |
| Geitzendorf              | Kompassrose, die auf Nachbargemeinden zeigt |                                    |
| Senning (Gem. Sierndorf) |                                             | Streitdorf (Gem. Niederhollabrunn) |

∗ KG Ottendorf grenzt nicht direkt an

## Geschichte
Laut Adressbuch von Österreich waren im Jahr 1938 in der Ortsgemeinde Roseldorf ein Gastwirt, zwei Gemischtwarenhändler, ein Glaser, ein Schmied, eine Schneiderin, ein Schuster, ein Wagner und zahlreiche Landwirte ansässig. Beim Ort gab es außerdem eine Ziegelei.

## Kultur und Sehenswürdigkeiten
- Ortskapelle hl. Benedikt:  im späteren 17. Jahrhundert errichtete barockklassizistische Kleinkirche (Denkmalschutz)[2]
- ein Flurkreuz, südlich des Orts an der Landesstraße (steht unter Denkmalschutz)

Großmugl hat sich 2009 als Sternenlichtoase im Sinne der UNESCO-Konvention zum „Recht auf Sternenlicht“ erklärt. Das ganze Gemeindegebiet betreibt aktiven Schutz vor Lichtverschmutzung.

## Ansichten

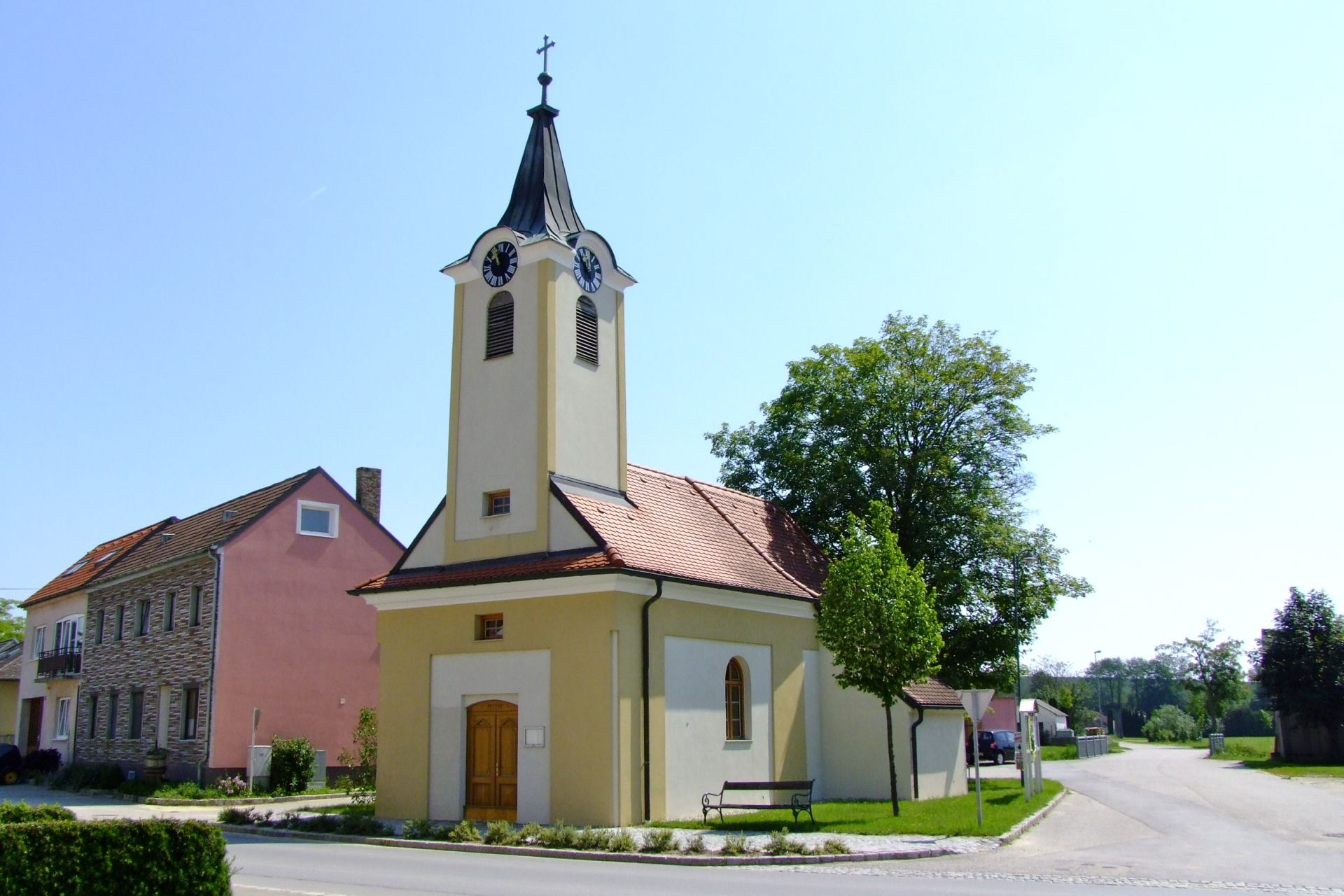
Benediktkapelle
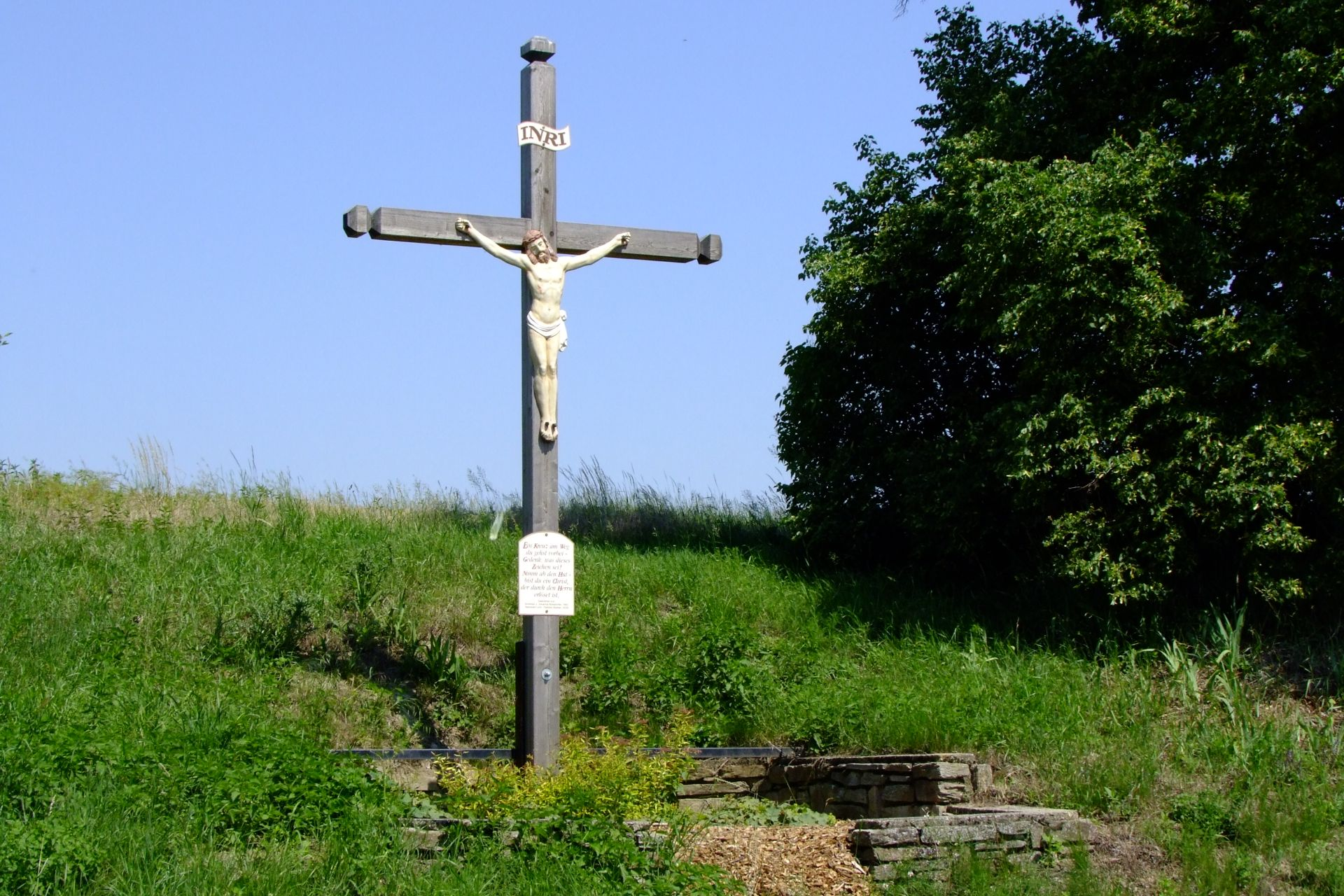
Flurkreuz

## Nachweise
- 31204 – Großmugl. Gemeindedaten der Statistik Austria

1. ↑  Adressbuch von Österreich für Industrie, Handel, Gewerbe und Landwirtschaft, Herold Vereinigte Anzeigen-Gesellschaft, 12. Ausgabe, Wien 1938 PDF, Seite 420
2. ↑  Filialkapellen der Pfarre Großmugl : Kapelle Roseldorf, pfarre-grossmugl.at